# Abadia Territorial de Claraval
A Abadia Territorial de Claraval (em latim: Abbatia Territorialis Claravallensis in Brasilia) é uma sé suprimida da Igreja Católica Romana no Brasil.

## Território
A abadia territorial incluía os municípios de Claraval e Ibiraci, na parte ocidental do Estado de Minas Gerais.
A igreja abacial de Nossa Senhora do Divino Espírito Santo em Claraval serviu como catedral. Além da catedral, a abadia territorial incluía outra paróquia, a igreja de Nossa Senhora das Dores de Ibiraci.

## História
A abadia territorial foi erigida pelo Papa Paulo VI em 11 de maio de 1968 com a bula Caelestis urbis, tomando seu território da diocese de Guaxupé. Foi feita sufragânea da arquidiocese de Pouso Alegre.
O seminário da abadia foi erguido em 1972; o primeiro reitor foi o padre Mauro Cavallo, um cisterciense que chegou da Abadia de Casamari, na Itália.
Em 31 de julho  de 2002 perdeu o privilégio de territorialidade em virtude do decreto Ad uberius da Congregação para os Bispos, e seu território foi reagregado à diocese de Guaxupé.
A Abadia de Claraval foi a última abadia elevada à categoria de abadia territorial; de fato, em virtude da carta apostólica Catholica Ecclesia de 1976, hoje a Igreja Católica Romana já não erige abadias territoriais.

## Abades
- Giuseppe Pietro Agostini, O.Cist. (12 de julho de 1969 - 1972) - Renunciou;[7]
  - Vacante (1972-1976).
- Carmelo Domenico Recchia, O.Cist. (7 de dezembro de 1976 - 24 de março de 1999) -  Aposentado.[8]
  - Vacante (1999-2002).[nt 2]